# Histamin-H1-Rezeptor
Der Histamin-H1-Rezeptor (kurz H1-Rezeptor) ist ein Protein aus der Familie der Histamin-Rezeptoren, das durch das körpereigene Gewebshormon Histamin aktiviert werden kann. Im menschlichen Körper ist der H1-Rezeptor weit verbreitet und kommt beispielsweise in der Zellmembran von Zellen des Immunsystems, wie beispielsweise Mastzellen, der glatten Muskulatur und in Nervenzellen vor. Zu den wichtigsten Funktionen dieses Rezeptors gehören die Vermittlung der allergieartigen Wirkungen des Histamins und Neurotransmission. Es handelt sich um einen G-Protein-gekoppelten Rezeptor.

## Biochemie

### Genetik
Der H1-Rezeptor des Menschen wurde erstmals im Jahr 1995 kloniert. Er wird durch ein Gen auf dem Chromosom 3 auf dem Genlocus 3q25 codiert. Die codierende DNA-Sequenz ist intronfrei.

### Proteinstruktur
Das H1-Rezeptorprotein des Menschen besteht aus 487 Aminosäuren. Mit Hilfe der Röntgenkristallstrukturanalyse konnte eine vorausgesagte Struktur mit sieben helikalen Transmembrandomänen (heptahelikaler Rezeptor) bestätigt werden. Das Rezeptorprotein verfügt in Analogie zu den muskarinischen Acetylcholinrezeptoren über eine ausgeprägte zweite intrazelluläre Schleife, aber nur über einen kurzen intrazellulären C-terminalen Rest.

### Signaltransduktion
Auf molekularer Ebene führt eine Stimulation von H1-Rezeptoren zu einer Aktivierung von Gq/11-Proteinen und einer Aktivierung der Phospholipase C verbunden mit einer Freisetzung von Ca2+ aus intrazellulären Speichern. Infolgedessen werden verschiedene intrazelluläre Signaltransduktionswege aktiviert, die zu einer Kontraktion glattmuskulärer Zellen oder zu einer Freisetzung von Entzündungsmediatoren, wie beispielsweise Interleukine führen. Das freigesetzte Calcium triggert unter anderem die Freisetzung von Stickstoffmonoxid aus dem Gefäßendothel, das zu einer Vasodilatation z. B. im Zuge einer allergischen Reaktion führt.

## Funktion
Eine Aktivierung von H1-Rezeptoren ist hauptverantwortlich für die beobachteten allergieartigen Wirkungen des Histamins. Dazu zählen Juckreiz und Schmerz, Kontraktion der glatten Muskulatur in Bronchien und großen Blutgefäßen (Durchmesser von mehr als 80 µm) sowie Erweiterung kleinerer Blutgefäße verbunden mit Nesselsucht und Hautrötung. Im Zentralnervensystem ist Histamin über eine Aktivierung von H1-Rezeptoren an der Auslösung des Erbrechens sowie der Regulation des Schlaf-Wach-Rhythmus beteiligt und besitzt eine antidepressive und antikonvulsive Wirkung. H1-Rezeptoren sind auch an der Regulation der Ausschüttung von Hormonen, wie z. B. Adrenalin, beteiligt.

## Pharmakologie
Antagonisten des Histamins am H1-Rezeptor (H1-Antihistaminika) werden therapeutisch zur Behandlung allergischer Beschwerden, der Schlafstörung und des Erbrechens eingesetzt. Gemessen an der Anzahl therapeutisch genutzter Substanzen ist der H1-Rezeptor gleichauf mit dem Glucocorticoidrezeptor das pharmakologisch wichtigste Zielmolekül (Target). Allgemein können heute drei Generationen von H1-Antihistaminika unterschieden werden:
- H1-Antihistaminika der 1. Generation (z. B. Diphenhydramin und Doxylamin) werden aufgrund ihrer sedativen Wirkung heute kaum noch zur Behandlung von allergischen Beschwerden verwendet. Sie finden vielmehr zur Behandlung von Schlafstörungen sowie Übelkeit und Erbrechen Verwendung.
- H1-Antihistaminika der 2. Generation (wie z. B. Cetirizin, Loratadin und Terfenadin) haben eine schwächere sedative Wirkung als die Wirkstoffe der 1. Generation. Sie werden selektiv als Antiallergika eingesetzt.
- H1-Antihistaminika der 3. Generation (wie z. B. Levocetirizin, Desloratadin und Fexofenadin) stellen eine Weiterentwicklung der H1-Antihistaminika der 2. Generation dar. Häufig wurden sie aus strategischen Gründen entwickelt, ein therapeutischer Gewinn gegenüber ihren Vorgängern fehlt meist.

Im Gegensatz zu den H1-Rezeptorantagonisten besitzen die H2-Rezeptoragonisten nur eine geringe therapeutische Bedeutung. Einzig Betahistin, ein Histamin-Analogon mit H1-rezeptoragonistischer und H3-rezeptorantagonistischer Wirkung, wird in der Behandlung von Schwindelzuständen eingesetzt. Selektive H1-Rezeptoragonisten, wie z. B. Histaprodifen, finden keine therapeutische Anwendung.